# Berserker Range
Berserker Range är en bergskedja i Australien. Den ligger i delstaten Queensland, omkring 520 kilometer nordväst om delstatshuvudstaden Brisbane.
Berserker Range sträcker sig 19,5 kilometer i sydostlig-nordvästlig riktning. Den högsta toppen är Mount Archer, 604 meter över havet.
Topografiskt ingår följande toppar i Berserker Range:
- Cabbage Tree Hill
- Mount Archer
- Mount Bedwell
- Mount Berserker
- Mount Birkbeck
- Mount Chapple
- Mount Dick
- Mount Ellida
- Mount Nicholson
- Mount Risien
- Mount Sleipner
- Mount Standish
- Mount Wiseman
- Peak Hill

I omgivningarna runt Berserker Range växer huvudsakligen savannskog. Runt Berserker Range är det mycket glesbefolkat, med 2 invånare per kvadratkilometer. Genomsnittlig årsnederbörd är 1 140 millimeter. Den regnigaste månaden är januari, med i genomsnitt 296 mm nederbörd, och den torraste är augusti, med 18 mm nederbörd.